# 馬塔多山
85°10′S 176°50′W / 85.167°S 176.833°W
馬塔多山是南極洲的山峰，位於杜費克海岸，海拔高度1,950米，處於蓋洛普冰川終點南部，以德克薩斯理工大學命名，現時由南極條約體系管理。